# پسینتو
پسینتو (به ایتالیایی: Pessinetto) یک کومونه در ایتالیا است که در استان تورین واقع شده‌است.

## خصوصیات
پسینتو ۵٫۴ کیلومترمربع مساحت و ۶۲۵ نفر جمعیت دارد.